# Mel Reynolds

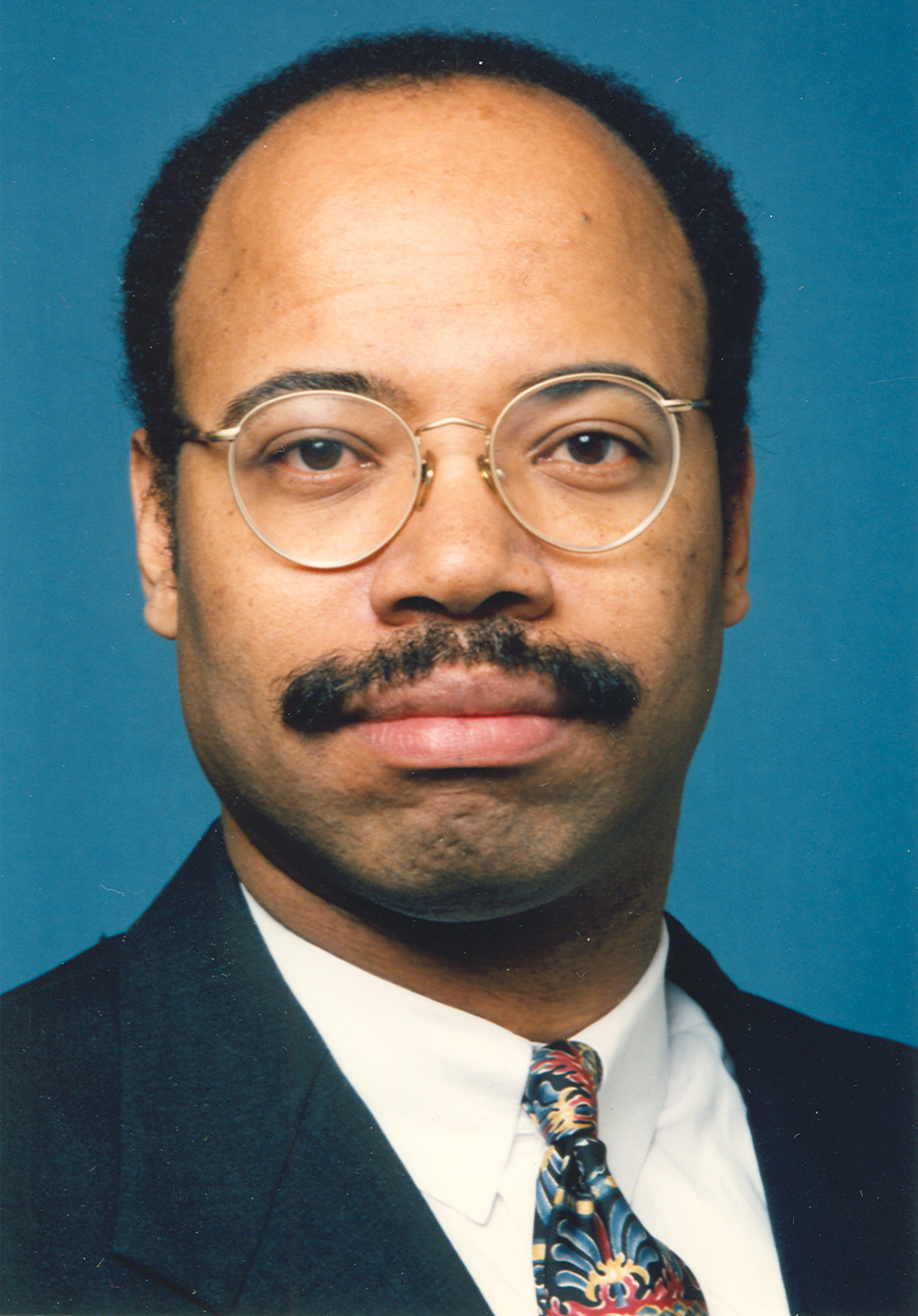
Mel Reynolds

Melvin Jay „Mel“ Reynolds (* 8. Januar 1952 in Mound Bayou, Bolivar County, Mississippi) ist ein US-amerikanischer Politiker. Zwischen 1993 und 1995 vertrat er den Bundesstaat Illinois im US-Repräsentantenhaus.

## Werdegang
Noch in seiner Kindheit kam Mel Reynolds nach Chicago. Bis 1972 besuchte er das Chicago City College. Danach studierte er bis 1974 an der University of Illinois. Zwischenzeitlich studierte er auch Jura. Im Jahr 1986 lehrte er das Fach politische Wissenschaften an der Harvard University. Reynolds wurde Gründer und Präsident der Hungerhilfsorganisation American Scholars Against World Hunger. Politisch wurde er Mitglied der Demokratischen Partei.
Bei den Kongresswahlen des Jahres 1992 wurde Reynolds im zweiten Wahlbezirk von Illinois in das US-Repräsentantenhaus in Washington, D.C. gewählt, wo er am 3. Januar 1993 die Nachfolge des ihm in der demokratischen Primary unterlegenen Gus Savage antrat. Im August 1994 wurde Reynolds wegen des sexuellen Missbrauchs einer 16-jährigen Wahlkampfhelferin im Jahr 1992 angeklagt. Dennoch wurde er im November 1994 wieder in den Kongress gewählt. Am 22. August 1995 wurde er wegen sexueller Nötigung, Behinderung der Justiz und wegen Kinderpornografie verurteilt. Am 1. Oktober 1995 legte er sein Mandat nieder.
Reynolds wurde zu fünf Jahren Gefängnis verurteilt und konnte seine Freilassung im Jahr 1998 erwarten. Im April 1997 wurde ihm nach Ermittlungen der SEC Bankbetrug vorgeworfen. Seine Freiheitsstrafe wurde dadurch nochmals um 42 Monate wegen des Bankbetrugs verlängert. Trotz dieser juristischen Vorgeschichte bewarb er sich im Jahr 2004 in den Vorwahlen seiner Partei um seine Rückkehr in den Kongress. Dabei hatte er keine Chance. Amtsinhaber Jesse Jackson Jr. erhielt 88 Prozent der Stimmen.
Im November 2012 kündigte er an, sich bei der Nachwahl im April 2013 um das Mandat des zurückgetretenen Jackson zu bewerben. In der Vorwahl seiner Partei am 26. Februar, aufgrund der Stärke der Demokraten in diesem Bezirk nahezu gleichbedeutend mit der eigentlichen Wahl, trifft er unter anderem auf die ehemalige Kongressabgeordnete Debbie Halvorson.
Am 18. Februar 2014 wurde Reynolds in Simbabwe wegen des Ablaufs seines Visums festgenommen. Zudem wurde festgestellt, dass er im Besitz pornografischer Videos gewesen sei und dass er mit mehreren Frauen in einem Hotel Filmaufnahmen gemacht habe. Der Besitz von Pornografie in Simbabwe ist strafbar. Außerdem soll er rund 24.000 US-Dollar Hotelkosten nicht beglichen haben.